# ضريح العلامة شهرستاني
ضريح العلامة شهرستاني (بالفارسية: آرامگاه علامه شهرستانی) هو ضريح تاريخي يعود إلى الدولة الإلخانية، ويقع في مقاطعة درغز.